# Abraham Warling
Abraham Warling, född 1651 i Björsäters socken, död i mars 1717 i Åsbo socken, var en svensk präst.

## Biografi
Abraham Warling föddes 1651 på Fruvalsinge i Björsäters socken. Han var son till bonden Jonas. Warling blev 1674 student vid Uppsala universitet och prästvigdes 8 september 1783 och blev 9 januari 1684 kyrkoherde i Åsbo församling, tillträdde samma år. Warling avled i mars 1717 i Åsbo socken.

### Familj
Warling gifte sig första gången 1684 med Magdalena Eosander (1641–1711). Hon var dotter till kyrkoherden Johannes Nicolai Eosander och Elisabet Trana i Åsbo socken. Magdalena Eosander hade tidigare varit gift med kyrkoherden Petrus Haquini Warelius i Åsbo socken och kyrkoherden Nicolaus Bothvidi Rising i Åsbo socken.
Warling gifte sig andra gången 4 mars 1712 med Margareta Dyk (1684–1762). Hon var dotter till kontraktsprosten Andreas Petri Dyk och Margareta Dalin i Skänninge. De fick tillsammans sonen Abraham Warling (1715–1729). Efter Warling död gifte Dyk om sig med kyrkoherden Laurentius Biörckegren i Nykils församling.